# Eino Heinonen
Eino Rafael Heinonen (23. října 1905 Helsinky – 10. ledna 1986) byl finský fotograf a specialista na reklamy.

## Životopis
Pracoval pro Osuusliike Elanto nejprve v reklamním oddělení a v klenotnictví a od roku 1949 se věnoval fotografii. Heinonen založil v Elantu fotografické studio a fotografoval pro časopis Elanto, kromě toho dělal reklamní focení. Ve volném čase fotografoval život ve městě.

## Galerie

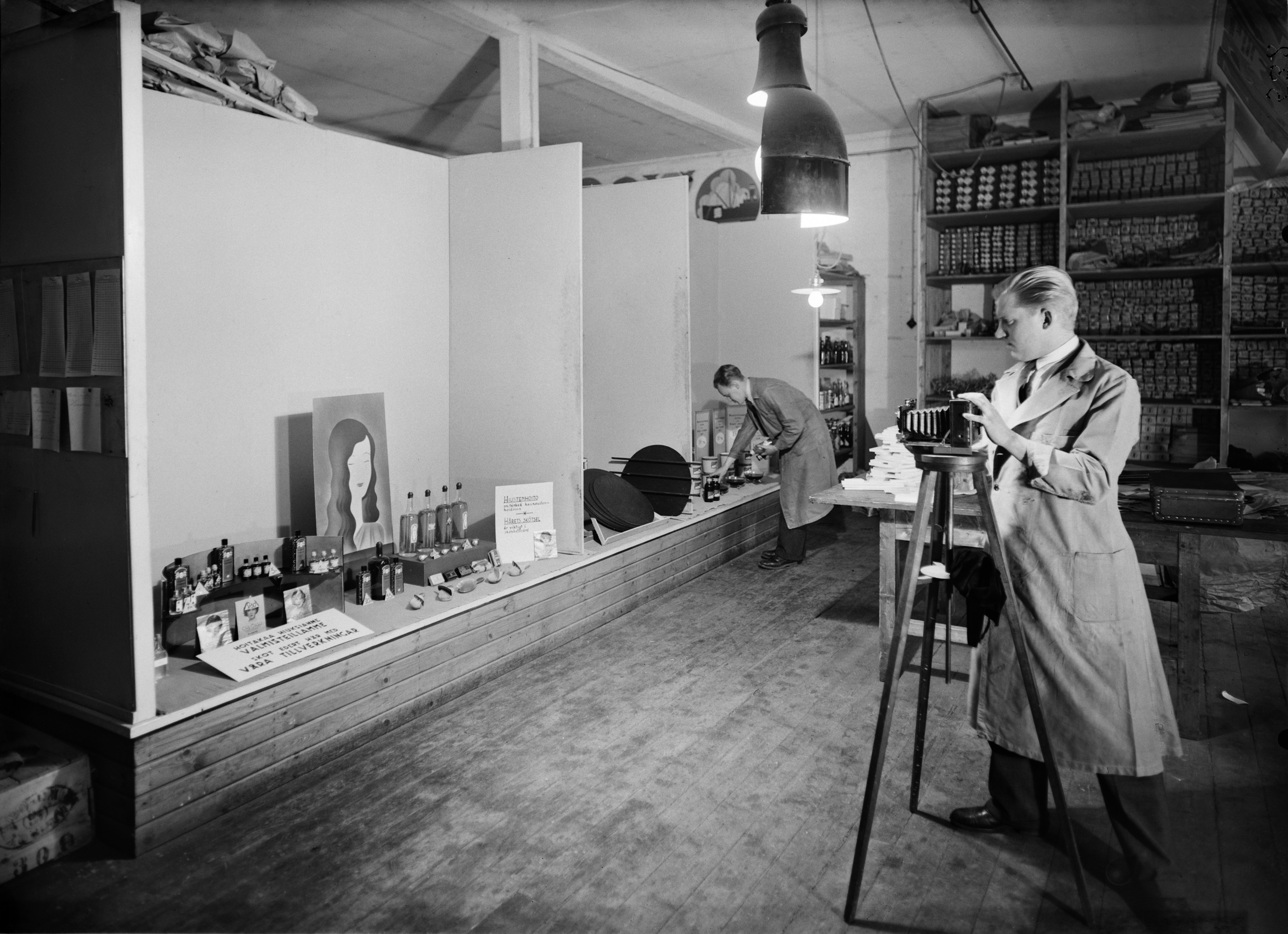
Eino Heinonen fotografuje modelové okno v dekoračním oddělení Elanto, v budově bývalé továrny na zápalky
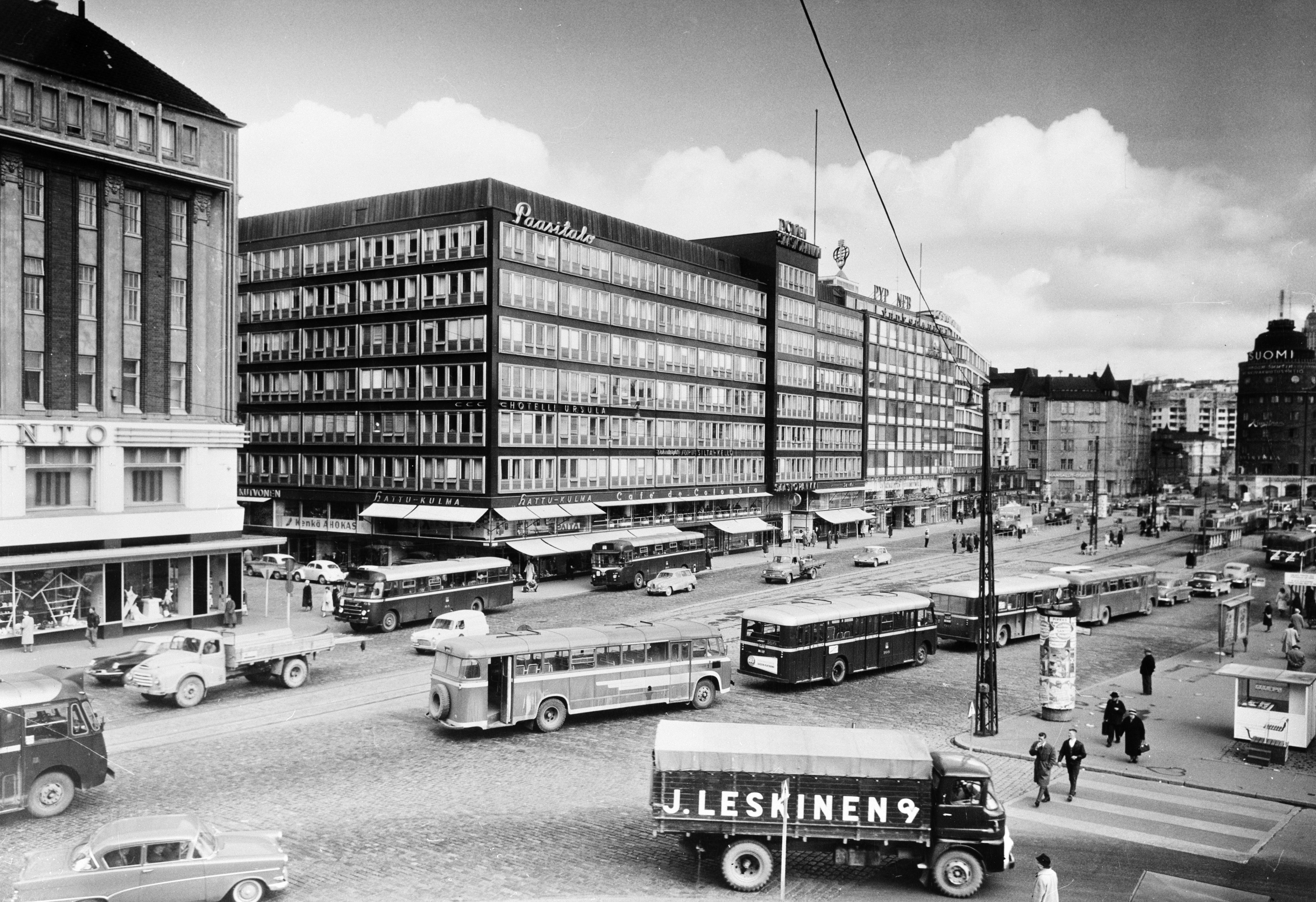
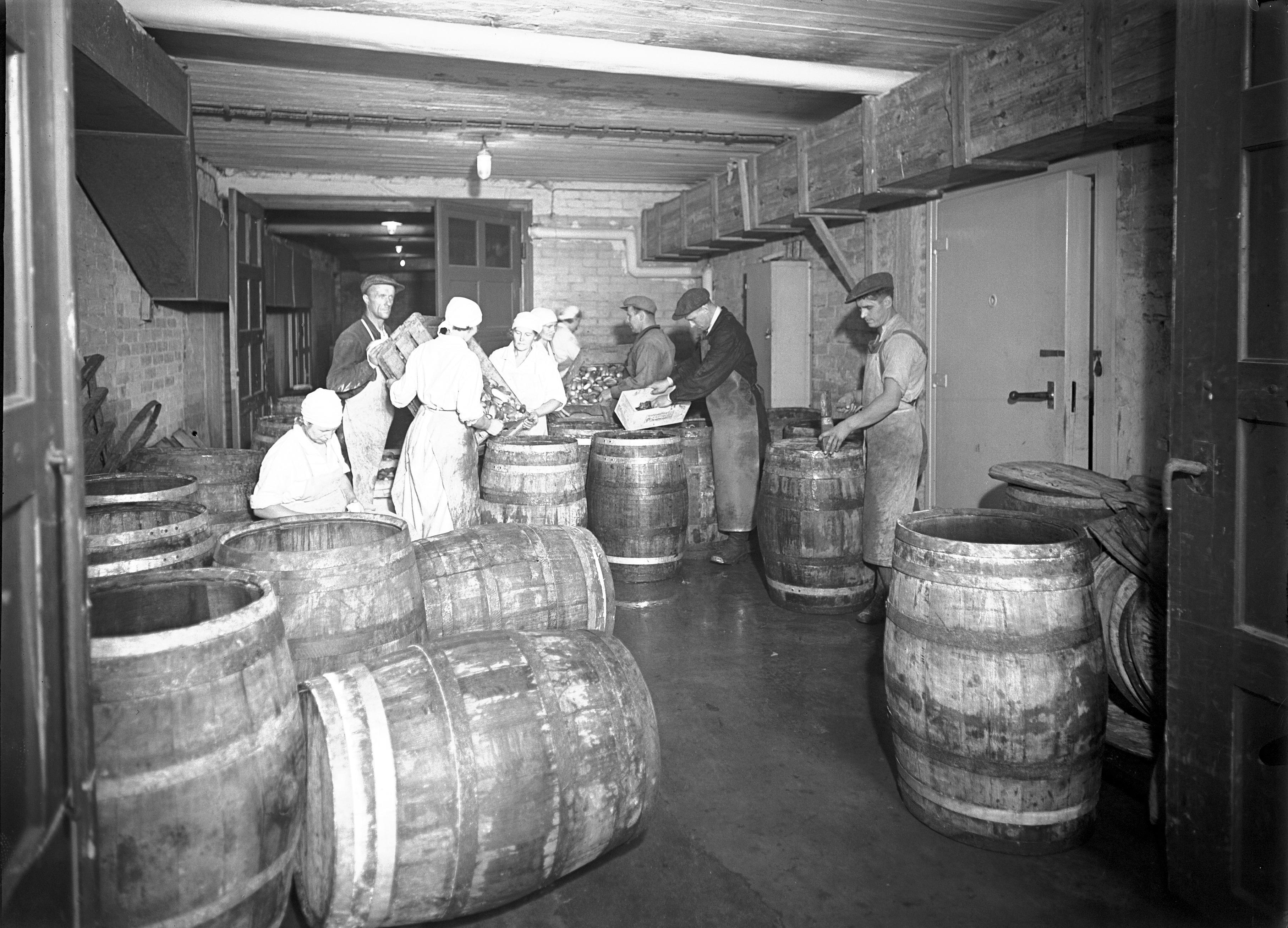
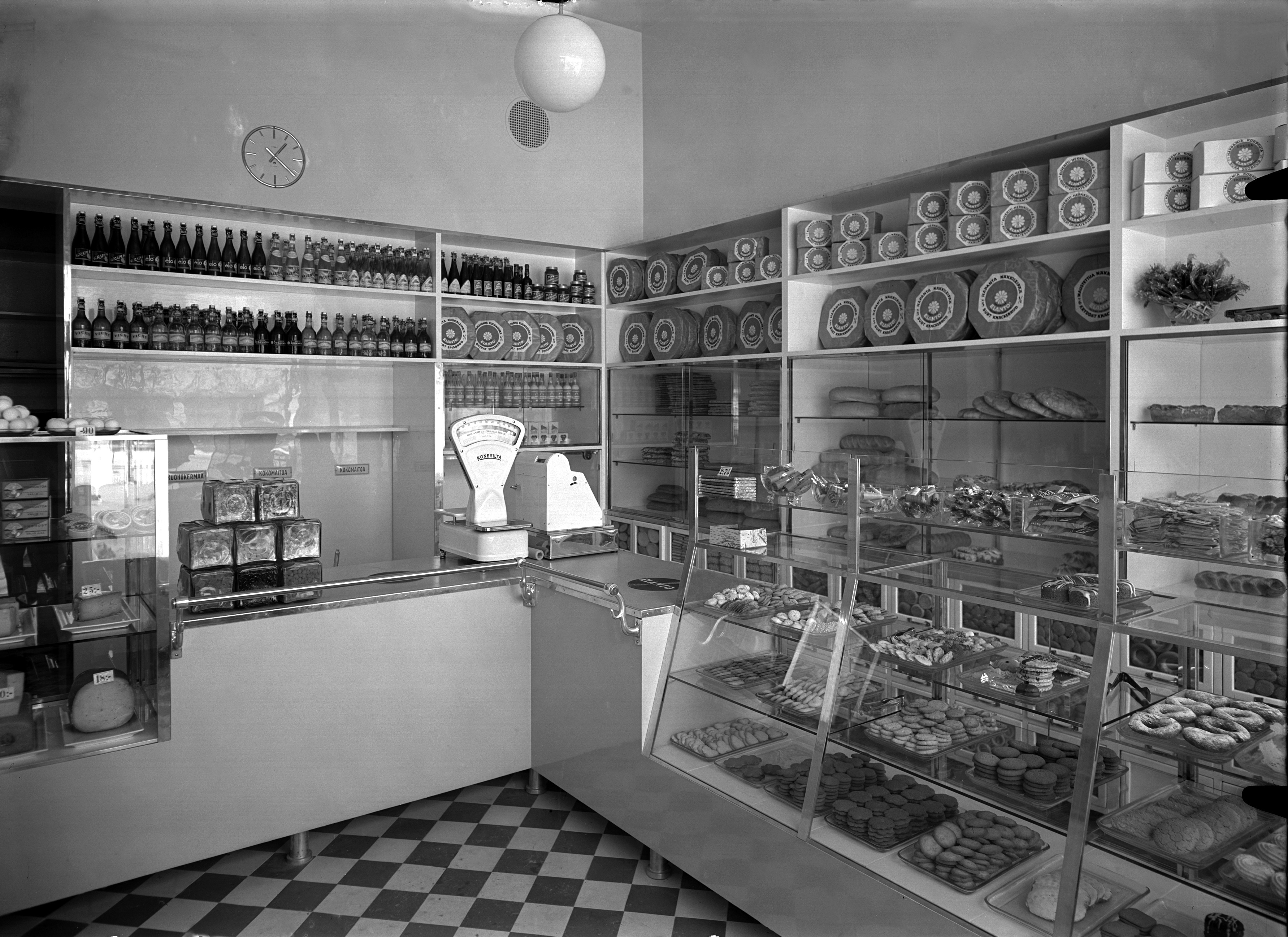
Obchod v Helsinkách, 1938
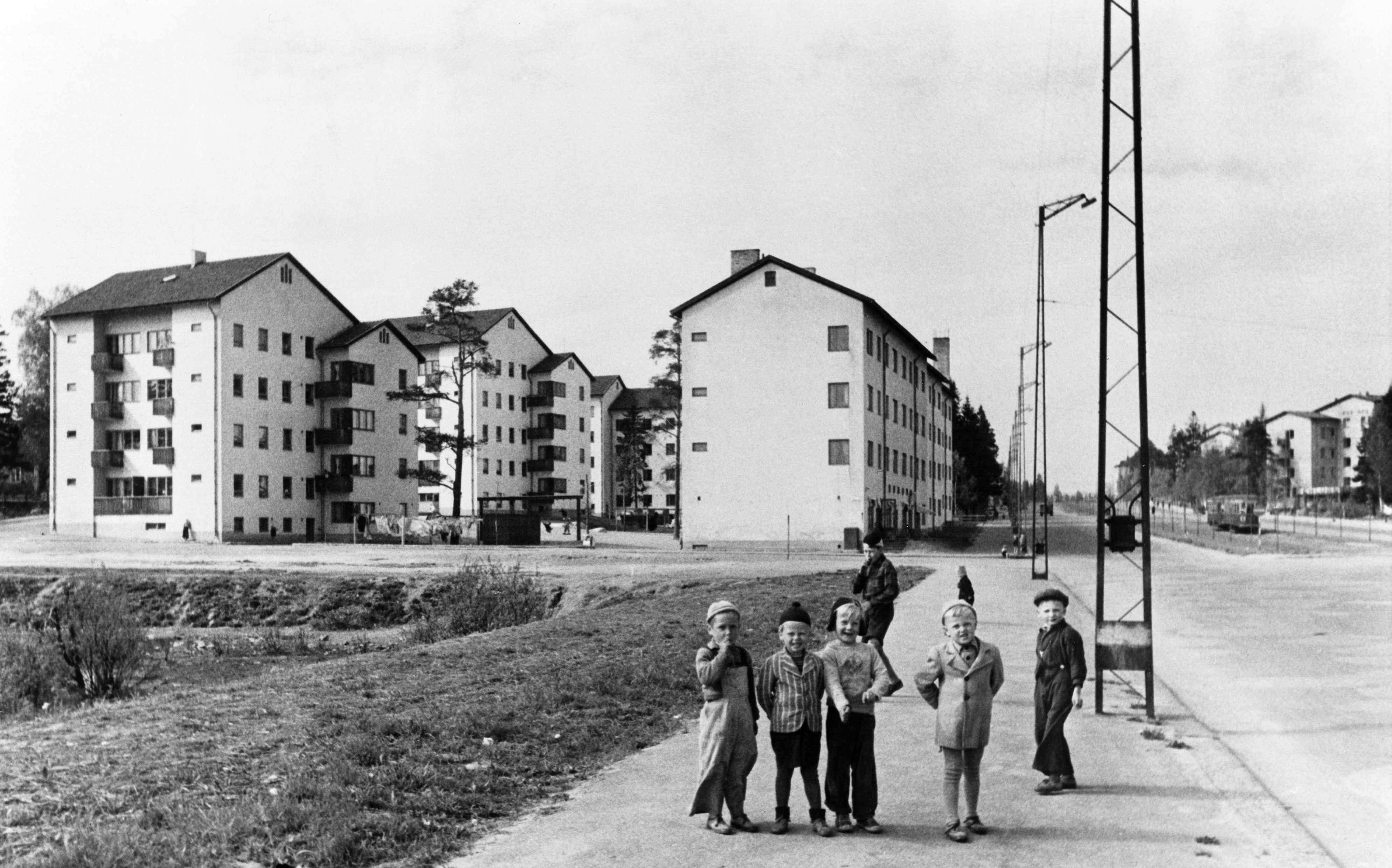
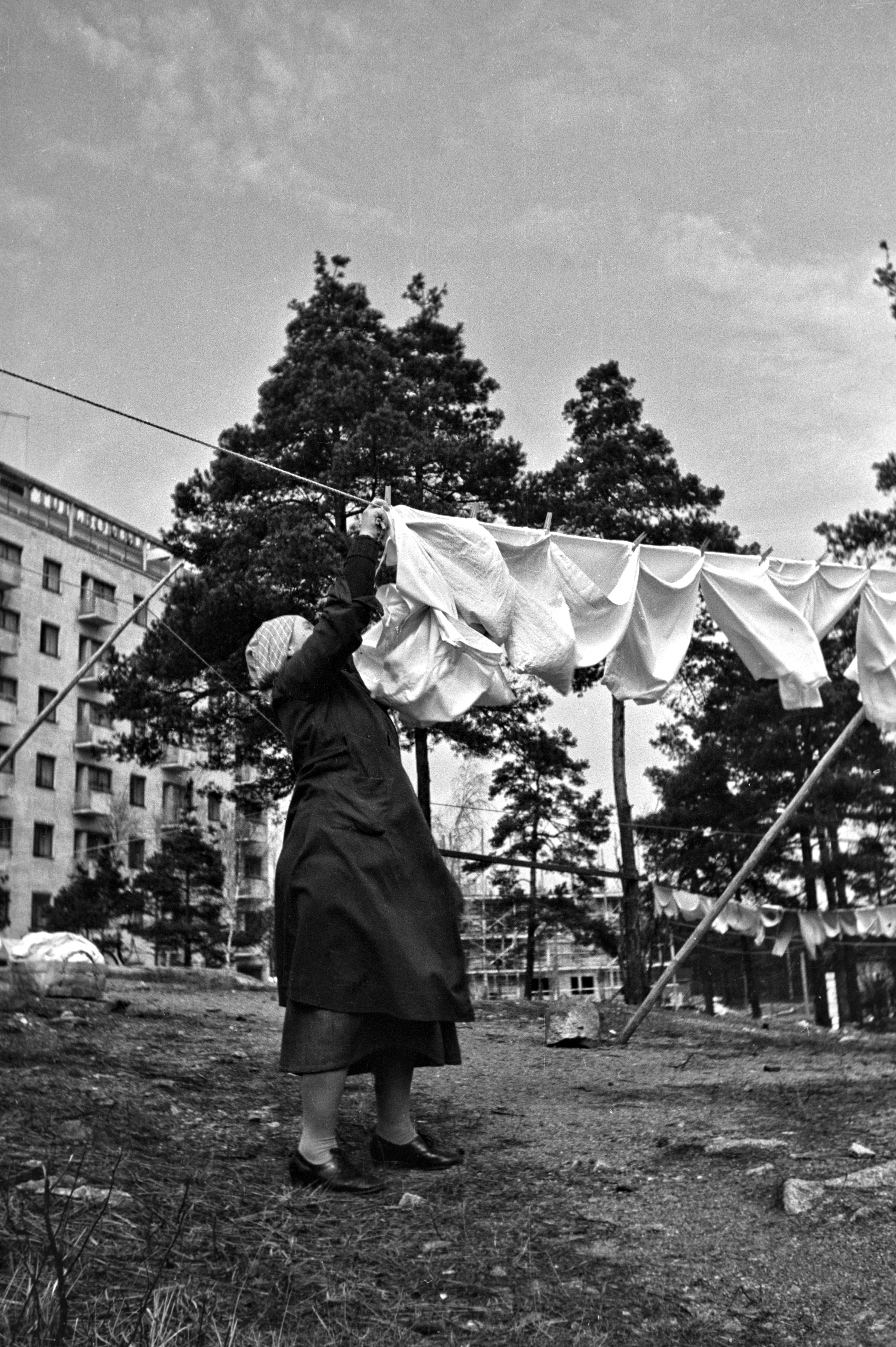
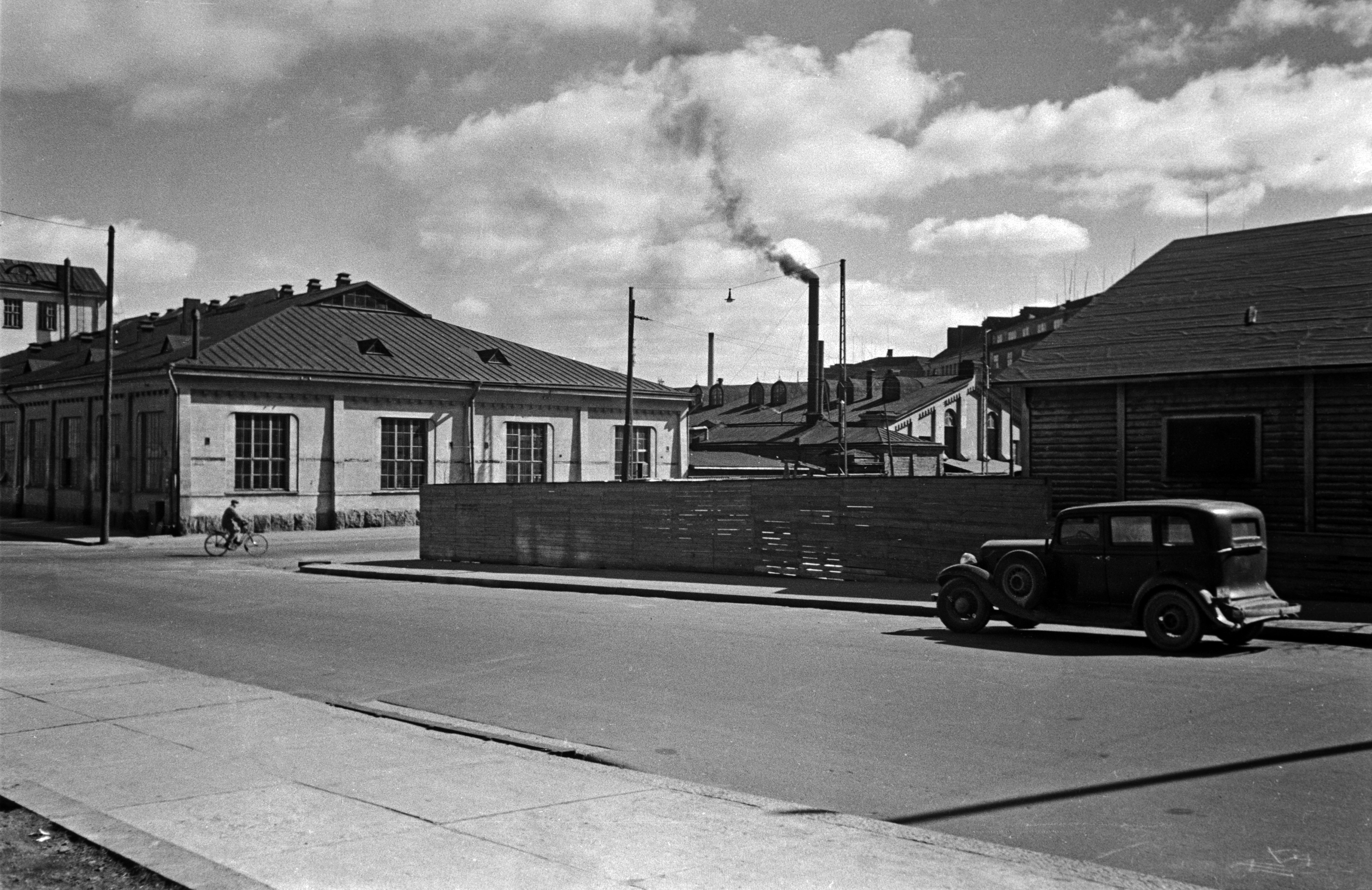
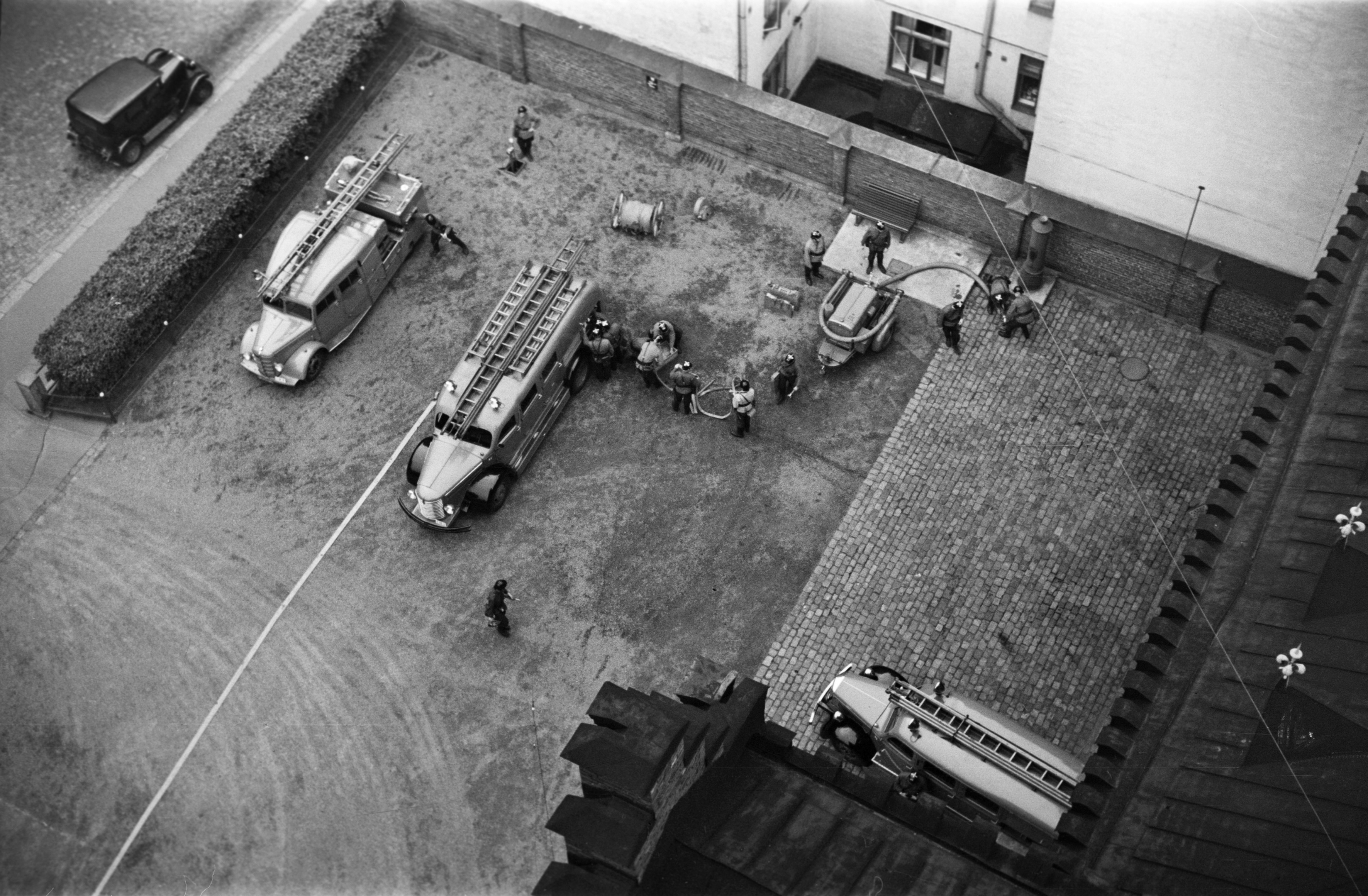
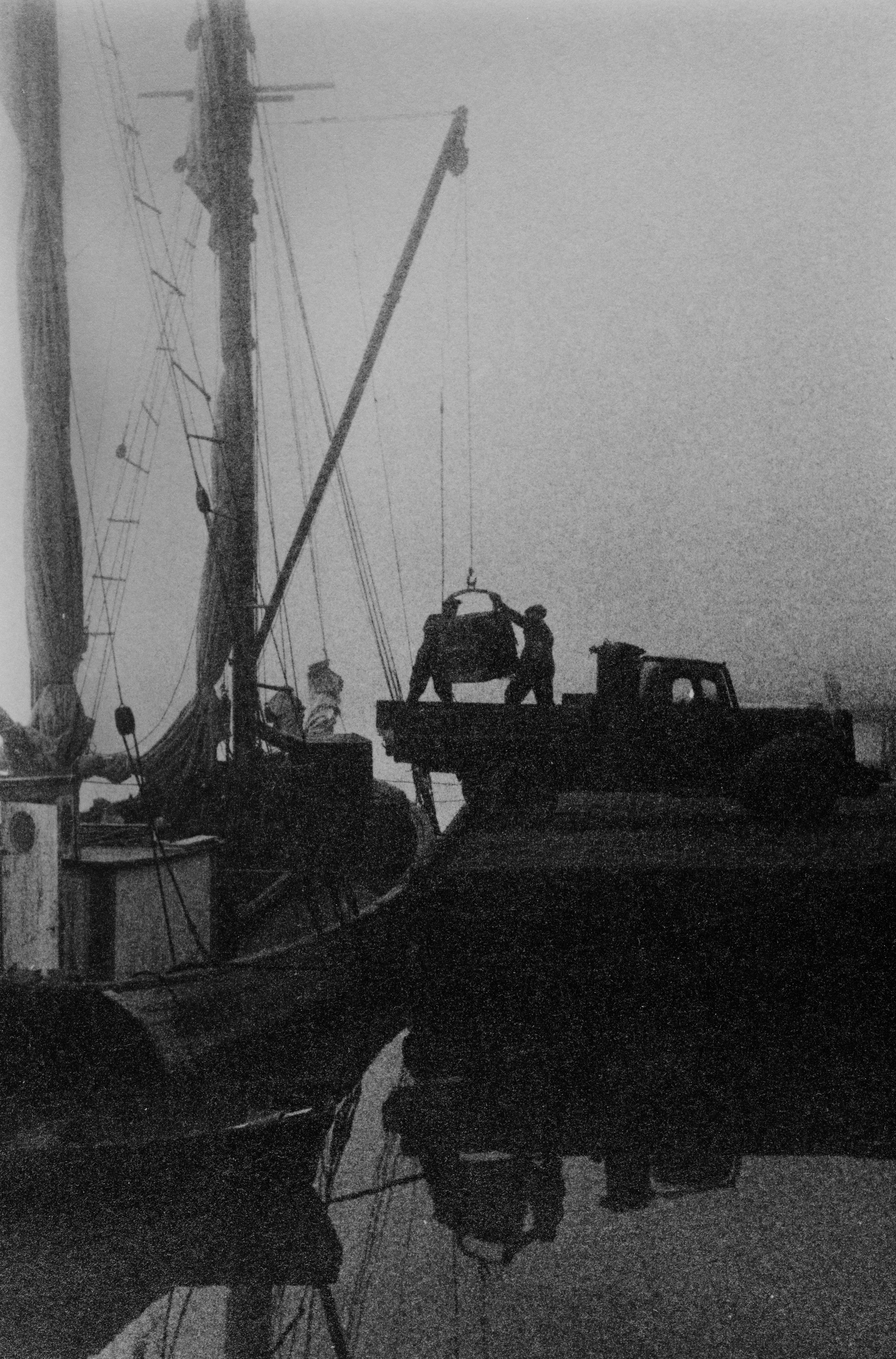